# نول کلارک
نول کلارک (به انگلیسی: Noel Clarke) یک بازیگر، فیلمنامه‌نویس و کارگردان انگلیسی است.

## زندگی
کلارک در ناتینگ هیل، غرب لندن، در والدینی ترینیدادی به دنیا آمد. مادرش جما کلارک، یک پرستار و کارگر لباسشویی پاره وقت و پدرش آلفا باپتیست «آلف» کلارک، نجار بود. او یک برادر ناتنی بزرگتر دارد. پدر و مادرش اندکی پس از به دنیا آمدن او طلاق گرفتند و او توسط مادرش در املاک شورا در لادبروک گروو، ناتینگ هیل، جایی که هنوز مادرش در آنجا زندگی می‌کرد، بزرگ شد.
در سال ۲۰۱۸ کلارک کشف کرد که پدربزرگ و مادربزرگ مادری وی از سنت وینسنت به ترینیداد مهاجرت کرده‌اند، در حالی که مادربزرگ پدری اش، منلویا کلارک، از گرنادا به آنجا مهاجرت کرده‌است.
کلارک اکنون به همراه همسرش آیریس در لندن زندگی می‌کند و دارای سه فرزند است.

## فیلم‌ها
- ناهنجاری در نقش رایان (و همچنین نویسنده و کارگردان)
- سکس و داروها و راک اند رول در نقش دزموند/اسپارکی
- سنچوریون در نقش مارکوس
- پیشتازان فضا به‌سوی تاریکی در نقش توماس هروود
- من غول می‌کشم در نقش آقای مول
- لال در نقش استوارت
- بی روح در نقش ای.جی
- دختران سریع در نقش تامی (و همچنین نویسنده)
- دوستان ماهیگیر در نقش تروی
- دکتر هو در نقش میکی اسمیت (نقش دوره ای)[۵]
- افسانه‌های واهی
- گره

## جوایز
- ۲۰۰۳ جایزه لارنس الیویه برای امیدوار کننده‌ترین مجری (برنده)
- ۲۰۰۶ جایزه جشنواره فیلم بریتانیایی بهترین فیلمنامه برای فیلم Kidulthood (برنده)
- ۲۰۰۹ جایزه فیلم بفتا ستاره نوظهور (برنده)
- ۲۰۱۴ جایزه مخاطبان جشنواره فیلم ادینبورگ (نامزد) برای فیلم Anomaly
- ۲۰۱۷ جوایز فیلم ملی انگلستان، بهترین اکشن (برنده) و بهترین کارگردان (نامزد) برای فیلم Brotherhood
- ۲۰۱۷ جوایز فیلم و تلویزیون ملت دستاورد تولید (برنده) برای فیلم Brotherhood